# Галушко, Александр Петрович
Александр Петрович Галушко — советский хозяйственный и государственный деятель, лауреат Государственной премии СССР за выдающиеся достижения в труде.

## Биография
Родился в 1929 году на территории современного Херсонского района Херсонской области. Член КПСС.
В 1944—1990 годах — колхозник, прицепщик, механизатор, военнослужащий Советской армии, механизатор МТС, бригадир тракторной бригады, начальник механизированного отряда совхоза «Лиманский» Белозёрского района Херсонской области Украинской ССР.
С бригадой добился урожайности зерновых в 40 ц/га, овощей — 600 ц/га, кормовой свеклы — 1800 ц/га, кукурузы на силос — 600 ц/га.
За получение высоких и устойчивых урожаев овощей, картофеля, хлопка, винограда, фруктов, чая и бахчевых культур на основе умелого использования техники, улучшения организации работ, повышения культуры земледелия был в составе коллектива удостоен Государственной премии СССР за выдающиеся достижения в труде 1978 года.
Жил в селе Станислав Херсонской области.

## Награды
- Орден Ленина
- Орден Октябрьской Революции
- Орден Трудового Красного Знамени